# Amata kalidupensis
Amata kalidupensis är en fjärilsart som beskrevs av Rothschild 1910. Amata kalidupensis ingår i släktet Amata och familjen björnspinnare. Inga underarter finns listade i Catalogue of Life.